# Prava LGBT+ osoba u Poljskoj
Položaj LGBT osoba u Poljskoj se značajno razlikuje od onog u ostalim zemljama Evropske unije jer  ne uživaju istu zaštitu prava kao ne-LGBT osobe. Iako je homoseksualnost  zvanično  legalna u Poljskoj, istopolna domaćinstva nemaju ista prava kao i heteroseksualna.
Neke levo orijentisane političke stranke se zalažu za prava LGBT osoba (kao na primer SLD, UP, SDPL, RACJA), kao i za odgovarajuće promene u poljskim zakonima. Sliči glasovi podrške mogu da se čuju i iz stranaka desnice,kao što su PO (trenutno na vlasti) i PiS. Među ljudima koji daju podršku je i Predsednik evropskog parlamenta Ježi Buzek Uprkos  glasovima podrške, ove partije su protiv donošenja novih zakona o LGBT pravima i teško je očekivati uskori promene u Poljskoj

## Dekriminalizacija homoseksualnosti
Homoseksualnost je dekriminalizovana u Poljskoj 1932. godine uvođenjem novog krivičnog zakona. U periodu pre toga homoseksualnost je bila ilegalna po zakonima okupacionih snaga, koje su delile Poljsku od 1795. do 1918. godine
Poljska vlad nikada nije donela zakon protiv homoseksualnosti (ako se izuzme zakon koji je zabranjivao homoseksualnu prostituciju između 1932. i 1969)  Sa legalizacijom homoseksualnosti, uzrast seksualne saglasnosti je izjednačen na 15 godina.

## Istopolne zajednice
Poljska zakonski ne priznaje istopolne parove. Prema Ustavu Poljske (1997) brak se definiše kao zajednica muškarca i žene, što onemogućuje donošenje zakona o istopolnim brakovima.
Tokom 2003. godine, senatorka Maria Šiškovska je predložila zakon o registrovanom partnerstvu, koji je nalik na francuski PACS. Decembra 2004. Senat je usvojio ovaj zakon, ali donji dom nije uspeo da glasa o njemu pre izbora 2005. godine, kada je došlo do smene vladajuće većine u parlamentu i izglasavanje tog zakona nema izgleda dok ponovo ne dođe do promene u vladajućoj većini.
Prvo zvanično priznavanje istopolnih parova došlo je od varšavskog gradskoj prevoznog preduzeća, koje je 2004. godine dozvolilo besplatan prevoz partnerima i partnerkama svojih gej i lezbejskih radnika i radnica.
Velikog kočničara za promeneu zakonu predstavlja Rimokatolička crkva, koja je u Poljskoj politički veoma aktivna i uticajna.

## Zabrana diskriminacije
Zabrana diskriminacije je prisutna u Zakonu o radu iz 2003.  Poljski ustav zabranjuje diskriminaciju "po bilo kom osnovu", što uključuje i seksualnu orijentaciju, mada ovo nikada nije ispitano na sudu. Predlog da se eksplicitno zabrani diskriminacija na osnovu seksualne orijentacije u Ustavu propao je 1995. godine posle jakog lobiranja Rimokatoličke crkve.

## Društvo
Prema istraživanju iz 2005. oko 89% građana i građanki Poljske smatra da je homoseksualnost "neprirodna", dok samo polovina smatra da se homoseksualnost treba tolerisati.
Prihvatanje i tolerancija prema LGBT osobama porasla je tokom kasnih 1990-ih i početkom 2000-ih uglavnom među mlađim ljudima u velikim gradovima, a gej klubovi postoje širom zemlje, ali se uglavnom nalaze u većim urbanim mestima.
Postoji više LGBT organizacija, među kojima su najveće Kampania Przeciw Homofobii i Lambda Warszawa.
U Poljskoj Izlazi, nekoliko nedeljnih i mesečnih časopisa. Postoji i veći broj web portala, koji se fokusiraju na širok spektar tema, od sklapanja poznanstava do kver teorije.
Istraživanje koje je naručila Evropska komisija 2006. godine pokazuje da se građani i građanke Poljske uglavnom protive istopolnim brakovima. Prema rezultatima:
- 74% se protivi brakovima,
- 89% ljudi je protiv usvajanja dece od strane istopolnih parova.

Ovi rezultati pokazuju da samo Grčka  i Letonija  imaju viši stepen netolerancije prema LGBT osobama u Европскoj унијаi.
U poslednjih destak godina mogu se primetiti promena u odnosu prema LGBT osobama. Tako, na primer, prema istraživanju iz decembra, 2009. godine oko:
- 60% građana i građanki ne bi imalo ništa protiv da premijer ili neko od ministara bude gej.
- 9% ljudi nije imalo stav o tome.

Tokom 2004. i 2005. Varšava i drugi gradovi, uključujući i Krakov, blokirali su održavanje parade ponosa navodeći različite izgovore, od rizika takve manifestacije za bezbednost građana, do religioznih razloga. Uprkos zabrani, 2005. godine marširalo je oko 2.500 ljudi, od kojih je desetak uhapšeno i kasnije pušteno. Parade ponosa se od tada redovno održavaju u Poljskoj.
Tokom druge polovine 2000-ih nekoliko poljskih poznatih ličnosti je imalo coming out, što je doprinelo jačanju tolerancije i pozitivnih stavova prema LGBT osobama u javnosti. Recimo, filmski kritičar Tomaš Raček je rekao da je u petnaestogodišnjoj vezi sa piscem Marćinom Ščigielskim i par je izabran za "par godine" mainstream ženskog časopisa Viva!, 2009.

## Zone bez LGBT populacije
Od juna 2020. godine,  oko 100 opština (uključujući i pet vojvodstava), koje obuhvataju oko trećinu zemlje, usvojile su rezoluciju i po kojoj su nazvane „zone bez LGBT populacije“  Iako neki verski konzervativci u Poljskoj kažu da nemaju ništa protiv homoseksualaca, oni se protive onome što nazivaju "LGBT ideologijom", za koju kažu da predstavlja pretnju hrišćanskim vrednostima.  Iz ovih poljskih opština navode da pokušavaju da zaštite tradicionalnu porodicu muškarca i žene, dok aktivisti za prava LGBT populacije tvrde, da su te odredbe diskriminatorske i da daju do znanja gejevima i lezbijkama da su nepoželjni.
Za većinu usvojenih deklaracija o zonama bez ideologije LGBT lobira ultrakonzervativna,  katolička organizacija, Ordo Iuris.  Iako su neprovedive i prvenstveno simbolične, ove deklaracije predstavljaju pokušaj stigmatizacije LGBT osoba,  i prema  izveštaju od decembra 2020. godine, komesara Saveta Evrope za ljudska prava koji navodi da  ove deklaracije i povelje nisu samo reči na papiru, jer direktno utiču na živote LGBT osoba u Poljskoj.

## Vojna služba
Od devedesetih godina prošlog veka  lezbejkama, homoseksualcima i biseksualnim muškarcima nije zabranjeno da služe vojsku, a njihova diskriminacija je zvanično zabranjena. Međutim, postoji nepisano pravilo „ne pitati, ne govoriti“, a većina gej poljskih vojnika skriva svoju seksualnu orijentaciju.
Iako se poljska vojska menja, modernizuje i počinje da koristi psihologe, u  još uvek nema strategiju ili taktiku za gej muškarci u vojsci, kojih ima više od proseka u društvu: 10-15%.
Vojno osoblje je 2013. godine izjavilo da će se ako javno to saopšte gej zaposleni suočiti sa društvenim teškoćama, posebno za napradovanje u više činove, kao što su „oficiri i podoficiri visokog ranga“, jer prepoznati njihovu seksualnu privlačnost značilo bi izgubiti poštovanje - kvalitete bez kojih jednostavno ne možete biti komandant “.
Otvorenim transrodnim osobama nije službeno dozvoljeno služenje vojnog roka iz zdravstvenih razloga. Dijagnoza rodne disforije dovodi do automatskog prepoznavanja „trajno i potpuno nesposobnog za vojnu službu, kako tokom rata, tako i u mirnodopsko doba“.

## Emigracija LGBT stanovništva
Nakon ulaska Poljske u Evropsku uniju, poljske LGBT organizacije su počele da tvrde da hiljade poljskih LGBT osoba odlaze u druge države koje uvažavaju njihova prava.

U intervjuu koji je dao 2009. godine za novine Gazeta Wyborcza, bivši premijer Poljske, Kazimierz Marcinkiewicz je izjavio... 
...da je svoj stav prema LGBT pitanjima promenio nakon susreta sa gej emigrantom u Londonu, koji mu je rekao da je "pobegao iz Poljske jer je gej i ne bi imao slobodu u svojoj državi"...i zakqučije...da on ne želi da iko beži iz Poljske.

## Pravni slučajevi
Neki parovi u Poljskoj se bore za priznavanje braka pred Evropskim sudom za ljudska prava, na primer u slučaju Andersen protiv Poljske.

## Spoljašnje veze
Mediji vezani za članak Prava LGBT+ osoba u Poljskoj na Vikimedijinoj ostavi